# Château de Montplaisant (Montagnat)
Pour les articles homonymes, voir Château de Montplaisant.
Le château de Montplaisant, est un château du XVIIIe siècle qui se dresse sur la commune de Montagnat située dans le département de l'Ain et la région Auvergne-Rhône-Alpes.
Le château de Montplaisant fait l’objet d’une inscription partielle au titre des monuments historiques par arrêté du 28 décembre 1981. Seuls les façades et toitures du château et des deux pavillons d'entrée ; portail d'entrée et grille ; grand salon et son décor sont inscrits.

## Situation
Le château est situé sur la commune de Montagnat.